# Sanor Longsawang
Sanor Longsawang (Thai เสนาะ โล่งสว่าง) là một cầu thủ bóng đá người Thái Lan đã giải nghệ. Anh là một tiền vệ ghi được 4 bàn thắng cho đội tuyển quốc gia Thái Lan và góp mặt trong 3 trận đấu vòng loại của Giải vô địch bóng đá thế giới 1998. Năm 2012, anh thi đấu cho Paknampho NSRU ở Thai Division 2 League.